# Eric Afriat
Eric Afriat (* 4. September 1969 in Montreal, Québec) ist ein kanadischer Unternehmer und Pokerspieler. Er ist dreifacher Titelträger der World Poker Tour.

## Persönliches
Afriat arbeitete rund 25 Jahre in der Import-/Exportbranche der Bekleidungsindustrie sowie als Modedesigner. Mittlerweile ist er als Immobilienentwickler tätig. Afriat lebt in Montreal.

## Pokerkarriere
Nach ersten Erfolgen bei Live-Turnieren ab Dezember 2008 auf Sint Maarten sowie am Las Vegas Strip, erreichte der Kanadier im Juli 2010 beim Main Event der World Poker Tour (WPT) im Hotel Bellagio den Finaltisch und beendete das Turnier auf dem mit knapp 120.000 US-Dollar dotierten sechsten Platz. Im Juni 2011 war er erstmals bei der World Series of Poker (WSOP) im Rio All-Suite Hotel and Casino am Las Vegas Strip erfolgreich und kam bei zwei Turnieren der Variante No Limit Hold’em in die Geldränge. Mitte Juli 2012 gewann Afriat den Bellagio Cup mit einer Siegprämie von rund 110.000 US-Dollar. Im April 2014 setzte er sich auch beim WPT-Main-Event in Hollywood, Florida, durch und sicherte sich den Hauptpreis von über einer Million US-Dollar, was dem bisher höchsten Preisgeld seiner Pokerkarriere entspricht. Nachdem der Kanadier jeweils in Kahnawake im Februar sowie November 2017 zwei weitere Finaltische beim WPT-Main-Event erreicht hatte, gewann er Anfang Februar 2018 seinen zweiten WPT-Titel bei den Borgata Winter Poker Open in Atlantic City. Dafür setzte sich Afriat gegen 1243 andere Spieler durch und erhielt den Hauptpreis von rund 650.000 US-Dollar. Bei der WSOP 2018 belegte er beim Closer-Event den fünften Rang, der mit mehr als 150.000 US-Dollar bezahlt wurde. Mitte April 2019 wurde der Kanadier beim WPT-Main-Event in Hollywood Zweiter und erhielt rund 465.000 Kanadische Dollar. Bei der WPT Fallsview in Niagara Falls gewann er im Februar 2020 als sechster Spieler seinen dritten WPT-Titel und sicherte sich eine Siegprämie von über 500.000 Kanadischen Dollar. Im Mai 2022 wurde Afriat beim Main Event der Lodge Championship Series in Round Rock, Texas, Zweiter und erhielt 320.000 US-Dollar.
Insgesamt hat sich Afriat mit Poker bei Live-Turnieren mehr als 4,5 Millionen US-Dollar erspielt.